# Rychlé šípy

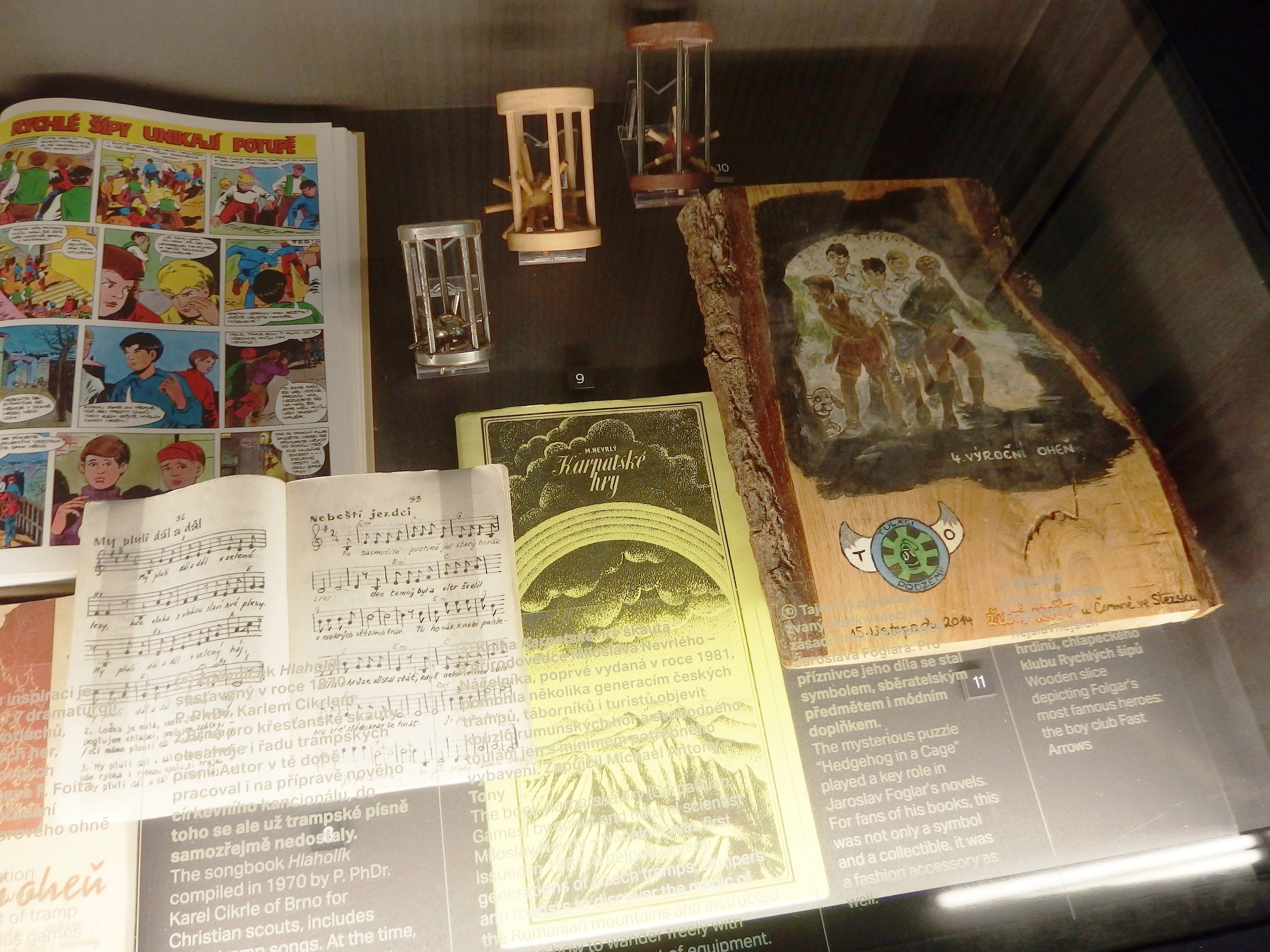
Rychlé šípy présenté lors d'une exposition au musée : la bande dessinée (en haut à gauche) ; le casse-tête « le hérisson en cage », élément clé dans les romans et symbole de la série (en haut au centre) et une planche en bois peinte des personnages de la série (à droite).

Rychlé šípy (littéralement « Flèches rapides ») est le nom d'un club fictif de cinq garçons, composé de Mirek Dušín, Jarka Metelka, Jindra Hojer, Červenáček (« Casquette rouge »), Rychlonožka (« Rapide ») et un chien nommé Bublina (« Bulle »). Ils ont été créés par l'écrivain tchèque Jaroslav Foglar (en). Les Rychlé šípy sont célèbres en République tchèque et en Slovaquie, la série étant une pierre angulaire dans l'histoire de la bande dessinée tchécoslovaque. Le nom de Mirek Dušín est même devenu proverbial, et fait référence à quelqu'un qui est extrêmement droit, honnête et travailleur, et qui est généralement utilisé de manière sarcastique. 

## Historique

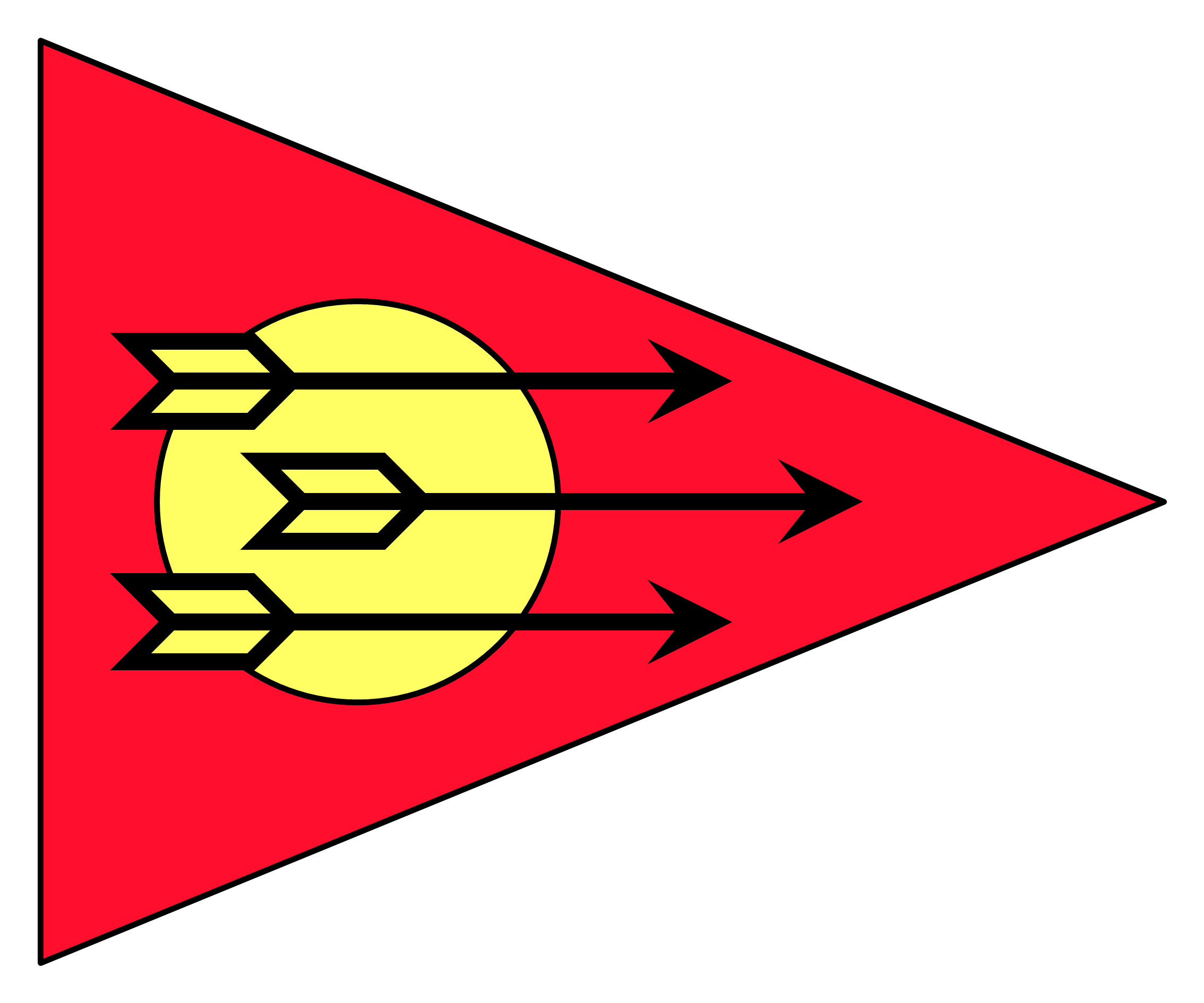
Bannière du club fictif des Rychlé Šípy.

Rychlé šípy était à l’origine une série de bandes dessinées parue de 1938 à 1989 avec des pauses imposées par les Nazis en 1941 puis par le régime communiste de Tchécoslovaquie. Bien que ce soit toujours Jaroslav Foglar qui ait écrit le texte, la première série a été dessinée par le Dr Jan Fischer , la deuxième série (réalisée lors du printemps de Prague de 1968) a été dessinée par Marko Čermák. La première série a été publiée dans les magazines Mladý Hlasatel et Vpřed. Les récits racontant les aventures des jeunes garçons, sont destinés à un jeune public. Le but était d'inspirer les jeunes lecteurs à créer leur propre club. 

## Adaptations
Les Rychlé šípy sont les personnages principaux de la trilogie de romans Dobrodružství v temných uličkách ( « Aventures dans les ruelles sombres ») : Záhada hlavolamu ( « Le Mystère de l'énigme », 1941), Stínadla se Bouri ( « Stínadla se révolte », 1947) et Tajemství Velkého Vonta (« Le Secret du Haut Vont », 1986). Záhada hlavolamu a été adapté en film en 1993 (réalisé par Petr Kotek) et en série télévisée en 1969 (réalisée par Hynek Bočan). Ses accessoires célèbres incluent le vélo volant de Tleskač, le mystérieux Em, les ruelles sombres de Stínadla (« Les Ombres ») et la chanson des Vont, qui n’a pas de paroles.

## Hommage
En 2018, la série fête ses 80 ans. Pour rendre hommage aux personnages et à l'auteur, une anthologie regroupant cinquante artistes de bandes dessinées tchèques et slovaques sort chez Akropolis Publishing House, avec la coopération de la Jaroslav Foglar Scout Foundation.
Le 17 décembre 2018, un Google Doodle lui est dédiée.